# Circondario del Danubio-Ries
Il circondario del Danubio-Ries è uno dei circondari dello stato tedesco della Baviera.
Fa parte del distretto governativo della Svevia.

## Città e comuni
(Abitanti il 31 dicembre 2023)
| Comuni del circondario | Città 1. Donauwörth - Große Kreisstadt (20 108) 2. Harburg (Schwaben) (5 652) 3. Monheim (5 544) 4. Nördlingen - Große Kreisstadt (21 053) 5. Oettingen i.Bay. (5 359) 6. Rain (9 472) 7. Wemding (5 860) Comuni 1. Alerheim (1 754) 2. Amerdingen (880) 3. Asbach-Bäumenheim (4 812) 4. Auhausen (1 032) 5. Buchdorf (2 057) 6. Daiting (809) 7. Deiningen (1 851) 8. Ederheim (1 109) | 1. Ehingen a.Ries (766) 2. Forheim (536) 3. Fremdingen (2 114) 4. Fünfstetten (1 361) 5. Genderkingen (1 269) 6. Hainsfarth (1 464) 7. Hohenaltheim (608) 8. Holzheim (1 198) 9. Huisheim (1 667) 10. Kaisheim (4 057) 11. Maihingen (1 245) 12. Marktoffingen (1 288) 13. Marxheim (2 663) 14. Megesheim (854) 15. Mertingen (4 078) 16. Mönchsdeggingen (1 437) 17. Möttingen (2 782) 18. Münster (1 728) 19. Munningen (1 223) 20. Niederschönenfeld (1 508) 21. Oberndorf a.Lech (2 689) 22. Otting (827) 23. Reimlingen (1 366) 24. Rögling (653) 25. Tagmersheim (1 117) 26. Tapfheim (4 070) 27. Wallerstein (3 487) 28. Wechingen (1 453) 29. Wolferstadt (1 111) |